# Rayeuk Naleung
Rayeuk Naleung is een bestuurslaag in het regentschap Aceh Utara van de provincie Atjeh, Indonesië. Rayeuk Naleung telt 950 inwoners (volkstelling 2010).